# Афино-македонская война (340—338 до н. э.)
Афино-македонская война 340—338 до н. э. — вторая война Афин с Филиппом II Македонским. Завершилась подчинением Македонии почти всех греческих государств (кроме Спарты и Крита).

## Первые конфликты
Филократов мир, закончивший в 346 до н. э. предыдущую войну, с самого начала был непрочным. Уже через несколько месяцев афиняне отказались принять участие в Пифийских играх, одним из организаторов которых был царь Македонии. Это было сделано в знак протеста против принятия царя в состав амфиктионов и получения им права промантеи (преимущества при обращении к оракулу), отобранного у Афин. Дельфийская амфиктиония отправила в Афины посольство с целью переубедить народ. Поскольку Филипп со своей армией и войсками союзников стоял в Средней Греции, то нанося ему публичное оскорбление своим отказом, афиняне подвергали себя нешуточной угрозе. Стоило македонскому царю захотеть, и Священная война была бы объявлена уже Афинам. Демосфен, хорошо сознававший опасность, выступил в народном собрании с речью «О мире», в которой убеждал граждан в необходимости следовать договору с Македонией, пока финансовая и военная мощь государства не будут восстановлены. Ему удалось убедить народ, и афиняне направили свою делегацию в Дельфы.
После окончания игр Филипп с армией вернулся в Македонию. Для сохранения за собой свободного доступа в Среднюю Грецию он передал Никею, важнейшую крепость к югу от Фермопил, фессалийцам.

## Попытки пересмотра условий мира
Поскольку недовольство афинян продолжало расти (их не устраивало вмешательство македонян в войну на Эвбее и рост македонского влияния на Пелопоннесе), Филипп в 344/343 до н. э. предложил изменить условия договора, сделав его из двустороннего многосторонним. Тогда любое государство, присоединившееся к соглашению, становилось бы союзником и Афин и Македонии, что в перспективе позволяло заключить всеобщий мир, о котором уже несколько десятилетий мечтали греки.
Народное собрание поначалу соблазнилось македонским предложением, но затем Демосфен выступил со своей второй филиппикой, в которой справедливо указал на то, что в первоначальном договоре Афины выступают как гегемон Морского союза, теперь же, когда каждое государство будет присоединяться отдельно, афиняне окажутся оторваны от своих союзников.
В результате народное собрание приняло наиболее радикальное постановление — потребовать у Филиппа вернуть Амфиполь, города фракийского побережья и остров Галоннес, недавно оккупированный македонянами.
Филипп, разумеется, эти требования отверг (кроме Галоннеса).

## Судебные процессы в Афинах
В Афинах в 343 до н. э. антимакедонская группировка организовала два громких судебных процесса над своими политическими противниками. Вначале Гиперид обвинил Филократа, руководившего в 346 до н. э. афинским посольством, в том, что заключением мира тот нанёс ущерб государству. Это обвинение было совершенно надуманным, так как Филократов мир был одобрен народным собранием, и сам Демосфен его тогда поддержал. Поэтому Филократа обвинили ещё и в получении взятки от македонского царя. Поскольку процесс был чисто политическим, и Филократ не нашёл влиятельных защитников, то он бежал из Афин, не дожидаясь суда.
Сам Демосфен обвинил Эсхина в предательстве государственных интересов, и в речи «О преступном посольстве» пытался связать его с делом Филократа. Убедительных доказательств вины подсудимого он, однако, представить не смог, и Эсхин в защитной речи разбил все его доводы, после чего был оправдан.

## Нарастание напряжённости
В том же году Филипп предпринял экспедицию в Эпир, где посадил на трон своего ставленника Александра Эпирского, брата Олимпиады. Жители расположенной к югу от Эпира Амбракии, опасаясь, что затем Филипп пойдёт на них, просили помощи у Коринфа и Афин, и те направили войска. Македонский царь, узнав об этом, отступил. Соседние Керкира и Акарнания, также опасались македонян, и вступили в союз с Афинами.
По окончании Третьей Священной войны Филипп активно стремился распространить своё влияние на Пелопоннесе, всюду опираясь на олигархов и используя страх перед спартанской угрозой. В Элиде в 343 до н. э. изгнанные олигархи вернулись на родину при поддержке Македонии, и захватили власть, после чего устроили кровавую резню демократов, а затем вступили в союз с Филиппом. Аргос, Мегалополь и Мессения, хотя и были демократическими, также стали союзниками Филиппа, чтобы получить защиту против Спарты.
Попытка захвата македонскими войсками Мегар, где сторонники царя из числа олигархов пытались совершить переворот, была в том же году пресечена с помощью афинян.
Около этого времени в Афинах был задержан некто Антифон, исключённый в своё время из списка граждан и покинувший город. Теперь он вернулся, по словам Демосфена, для того, чтобы по приказу Филиппа II поджечь афинскую гавань Пирей. Демосфену удалось добиться для него смертной казни.
Также по настоянию Демосфена было отправлено несколько посольств на Пелопоннес, и афинянам удалось заключить союз с Аргосом, Мессенией, Мегалополем, Мантинеей и Ахеей, причём первые три оставались при этом союзниками Македонии. Ахейцы, бывшие в Священной войне союзниками фокидян, особенно опасались враждебности Филиппа, и того, что он отберёт у них Навпакт. На тот момент эти договоры смогли остановить македонское продвижение. Филипп ограничился заключением в 343 году до н. э. союза с этолийцами, старыми врагами акарнанцев и ахейцев, и пообещал при случае захватить и передать им Навпакт.

## Эвбейская война
В 343 до н. э. Каллий, тиран Халкиды, отправился в Македонию, чтобы заручиться поддержкой Филиппа для создания Эвбейского союза, необходимого, чтобы противодействовать попыткам афинян или фиванцев вернуть остров под свою власть. В тот момент Филипп, не желавший нарушать мир с Афинами, в дела Эвбеи вмешиваться не стал, но по мере обострения отношений с афинянами, его позиция изменилась.
Когда в Эретрии произошло восстание и тиран Плутарх был свергнут, мятежники овладели Порфмом (гавань Эретрии на юге Эвбейского залива) и обратились за помощью к Филиппу. Тот прислал им тысячу наёмников под командованием Гиппонника. Этот отряд занял в 342 до н. э. Эретрию и посадил там тираном Клитарха. Затем на остров были переброшены дополнительные силы во главе с Парменионом и Эврилохом. Македоняне заняли Порфм, срыли его стены, изгнали проафинскую партию, после чего утвердили власть трёх тиранов — Гиппарха, Автомедонта и Клитарха. Эретрийцы дважды пытались свергнуть тиранический режим, но в обоих случаях македонские наёмники подавляли эти выступления.
В Орее в 342 до н. э. также произошёл переворот, и лидер олигархической партии Филистид призвал в город Пармениона, с помощью которого стал тираном. Это уже создавало прямую угрозу Афинам, так как Орей отделялся от Аттики только узким проливом Эврипом.
Таким образом, в двух важных эвбейских городах власть перешла в руки сторонников Македонии. Однако попытка Филиппа распространить свою власть на Халкиду провалилась, так как этот город добивался создания островной федерации и не желал подчиняться иностранцам. Халкидский тиран Каллий  в 341 до н. э. обратился за поддержкой к Афинам, и Демосфен убедил граждан оставить старые притязания на Эвбею и заключить с Халкидой равноправный договор. Афиняне согласились поддержать идею создания Эвбейского союза.
Летом 341 до н. э. на остров высадились афинские войска под командованием Кефисофонта и Фокиона. При поддержке халкидского и мегарского отрядов афиняне напали на Орей. Тиран Филистид пал в бою, а освобожденный город присоединился к Эвбейскому союзу. Затем Фокион в 341/340 до н. э. изгнал Клитарха из Эретрии, уничтожив тем самым македонское влияние на острове .
Каллий на афинских кораблях начал совершать набеги на побережье Магнесии в Северной Фессалии, и ему удалось захватить несколько городков на берегу Пагасийского залива. Затем он начал перехватывать торговые корабли, шедшие в Македонию, и снарядил несколько посольств на Пелопоннес, с призывом объединиться против Филиппа.

## Конфликт на Херсонесе
После завоевания Филиппом Одрисского царства границы его владений вплотную подошли к Херсонесу Фракийскому, принадлежавшему Афинам. Это быстро привело к новому конфликту. Ещё в 343 до н. э. афиняне вывели в тамошние города своих клерухов. Все города, кроме Кардии, приняли афинян. Весной 341 до н. э. македонский царь вмешался в спор афинских поселенцев и жителей города Кардии. Афиняне послали на Херсонес наёмников под командованием Диопифа. Тот вторгся во владения кардийцев и захватил два городка, жителей которых взял в заложники. Также он занялся пиратством, грабя торговые корабли, направлявшиеся в Македонию.
Кардийцы обратились за помощью к Филиппу, своему союзнику, и тот послал для их поддержки небольшое войско, в Афины же отправил несколько посольств с жалобами на нарушение мира. Демосфен по этому случаю выступил в марте 341 до н. э. с речью «О делах в Херсонесе», а затем с третьей и четвёртой филиппиками. В них он убеждал народ в том, что Филипп практически уже ведёт войну с Афинами, а потому войска с Херсонеса отзывать нельзя, более того, следует ввести чрезвычайный налог для снаряжения новой армии. Кроме того он предлагал просить помощи и союза у Артаксеркса III.
В результате в Херсонес были направлены подкрепления под начальством Харета. В Персию было отправлено посольство. Персидский царь отказался вступить в союз с Афинами, но дал деньги на борьбу с Македонией. Филипп, в свою очередь, летом 341 до н. э. выступил с войсками в Кардию.
Диопиф вскоре умер и командование войсками на Геллеспонте и флотом из 40 кораблей сосредоточилось в руках Харета. Действия Филиппа вызывали тревогу не только у афинян, но и у независимых греческих городов на Боспоре — Византия, Перинфа и Селимбрии. Вероятно, осенью 341 до н. э. Демосфен прибыл в Византий, и, по его словам, заручился дружбой его жителей. Гиперид с этой же целью посетил Хиос, Кос и Родос, и также добился успеха. Примечательно, что все эти государства были инициаторами Союзнической войны, приведшей к фактическому распаду Морского союза. Теперь они из страха перед Македонией вновь перешли на сторону Афин, но было уже поздно.

## Осада Перинфа
Летом 340 до н. э. Филипп во главе 30-тыс. армии и небольшого флота осадил Перинф, что неизбежно провоцировало войну с Афинами. Осада была неудачной, так как у македонян не было сил блокировать город с моря, и осаждённые продолжали получать помощь от соседнего Византия. Сам город находился на крутом скалистом мысу, поэтому применение осадной техники было затруднено. Помощь перинфцам оказали персидские сатрапы с побережья Малой Азии, а флот Харета, базировавшийся неподалёку, в Элеунте, у входа в Геллеспонт, не давал Филиппу провести морскую операцию.

## Осада Византия
Через несколько месяцев, когда обе стороны уже понесли большие потери, а конца осаде всё не было, Филипп разделил войско на две части, и одной приказал продолжать осаду Перинфа, а со второй осадил Византий (август или начало сентября 340 до н. э.) С чисто военной точки зрения это было бессмысленно, так как если с целым войском не удалось взять одну крепость, как можно было рассчитывать взять сразу две половинными силами? Предполагается, что либо Филипп рассчитывал на эффект внезапности, либо всерьёз и не собирался захватывать Византий, и его действительной целью было спровоцировать афинян на ответные действия.
В Афины Филипп направил письмо, дошедшее до нас в составе корпуса речей Демосфена. В этом письме царь перечислял свои претензии к афинянам, а закончил его недвусмысленной угрозой:

Так как вы нападаете первыми и, пользуясь моей сдержанностью, проявляете уже все более враждебный образ действий по отношению ко мне, кроме того, стараетесь всеми возможными средствами наносить вред, то я с полным правом буду обороняться против вас и, взяв богов в свидетели, разрешу наш спор с вами.— XII. Письмо Филиппа, 23.
Это можно было расценивать как объявление войны. Афиняне действительно сразу же отреагировали, разбив, по предложению Демосфена, каменную стелу с условиями Филократова мира и послав к Византию флот Кефисофонта и Фокиона. Помощь Афин позволила византийцам успешно отбиваться от македонян до лета 339 года до н. э..

## Захват афинского торгового флота
В начале войны Филипп нанёс серьёзный удар по афинской экономике, захватив торговый флот с грузом черноморского хлеба. Караван состоял, как полагают, примерно из 230 кораблей, которые собрались у Гереона в Пропонтиде. От пиратов и македонян их защищала эскадра Харета, но того внезапно вызвали на встречу сатрапов для обсуждения общих действий против Филиппа. Македонский царь воспользовался этим: его флот захватил торговые корабли, а сам он пленил команды, сошедшие на берег в Гереоне.
180 кораблей, принадлежавших Афинам, были разобраны, и дерево пошло на строительство осадных машин, а груз Филипп продал, выручив за него 700 талантов, что равнялось годовому доходу Афин. 50 кораблей, принадлежавших Византию, Родосу и Косу были отпущены.
Харет спешно вернулся и запер македонский флот в Пропонтиде. Чтобы выручить свои корабли, Филипп прибег к хитрости. Он направил Антипатру письмо с распоряжением немедленно прислать во Фракию войска для подавления крупного восстания. Сам он якобы готовился снять осаду Византия и двигаться во Фракию. Царь постарался, чтобы афиняне перехватили письмо. Получив эту дезинформацию, афинский флот немедленно отплыл на помощь несуществующим повстанцам, и это позволило македонским кораблям уйти из Пропонтиды.
После этого Филипп снял осаду Византия, заключил с ним и с Перинфом мир, после чего отправился в поход на скифов (339 до н. э.).

## Поход Филиппа в Среднюю Грецию
Развязка афино-македонского конфликта оказалась тесно связана с ходом Четвёртой Священной войны. Эта война была объявлена городу Амфиссе в Западной Локриде, и Филипп назначен главнокомандующим. С македонскими и союзными войсками он вступил в Среднюю Грецию, однако, вместо Амфиссы подошёл к беотийской границе и занял город Элатею, откуда направил в Фивы послов от себя и членов коалиции. Он потребовал от фиванцев сохранять верность союзу с Македонией и либо присоединиться к войску, либо предоставить свободный проход в Аттику. Взамен он предлагал фиванцам всё, что те смогут захватить в Афинах.

## Афино-фиванский союз
В Афинах началась паника. Демосфен спешно отправился в Фивы, где выступил перед народным собранием сразу после македонских послов. Его речь имела успех, и фиванцы, несмотря на то, что армия Филиппа стояла от них всего в одном переходе, проголосовали за союз с Афинами и, следовательно, за войну с Македонией.
При этом Фивы оговорили ряд условий. Афиняне обязались не оказывать поддержки беотийским городам, если те начнут борьбу за независимость от Фив. В предстоящей войне с Филиппом фиванцы соглашались оплачивать лишь треть расходов на сухопутную армию, а содержание флота целиком возлагалось на Афины. Командование сухопутными силами переходило к фиванцам, они на равных участвовали в командовании флотом, штаб-квартира союзников находилась в Фивах.

## Кампания 338 до н. э.
10-тыс. корпус наёмников под командованием Харета и Проксена был поставлен прикрывать Амфиссу с севера. Ещё один афино-фиванский отряд стоял в Парапотамиях, обороняя фокидско-фиванскую границу. Зимой 339/338 афиняне и фиванцы лихорадочно искали союзников, но больших успехов не достигли. Помочь обещали Мегары, Коринф, Ахея (единственное государство на Пелопоннесе, выступившее против Филиппа), Эвбея, Акарнания и несколько островов. Прочие либо отказали, либо выбрали нейтралитет.
На призыв Филиппа, впрочем, кроме Фокиды, занятой македонскими войсками, никто тоже не откликнулся.
Весна 338 до н. э. прошла в малозначительных стычках в долине Кефиса и прилегающих районах. Прорваться в Беотию у Парапотамий царь не мог по причине узости дефиле, не позволявшего использовать конницу. Тогда он организовал притворное отступление, чтобы наёмники, прикрывавшие путь к Амфиссе, ослабили бдительность. Затем как-то ночью Парменион напал на наёмников, многих перебил, после чего взял Амфиссу, закончив Священную войну.
После этого наёмники покинули свои позиции у Парапотамий, так как падение Амфиссы создавало для них угрозу.

## Битва при Херонее
Решающее сражение состоялось 7-го метагитниона (2 августа или 1 сентября) 338 г. до н. э. на равнине у Херонеи, на границе с Фокидой. У Филиппа было около 30 тысяч пехоты (из них 24 тысяч македонян) и 2 тысяч конницы. Армия союзников, которой командовали афинские стратеги Харет, Лисикл и Стратокл, и фиванец Феаген, насчитывала 30 тысяч пехоты и 3800 кавалерии. Беотия выставила 12 тысяч гоплитов (в том числе Священный отряд из 300 отборных воинов), а также легковооруженную пехоту. Афиняне направили не менее 6 тысяч воинов из числа граждан, а также 2 тысяч наемников. 2 тысяч воинов прибыли из Ахеи, остальные — из Мегар, Эвбеи, Акарнании и с островов.
В ходе сражения Филипп опять применил ложное отступление, заставив афинян, стоявших на левом фланге, нарушить строй и устремиться за ним в погоню. В образовавшийся в результате разрыв боевой линии союзников ударила отборная македонская конница (гетайры) под командованием Александра. Первыми она обрушилась на фиванский Священный отряд, который, будучи окружён превосходящими силами противника и не имея никаких шансов на победу, всё-таки отчаянно сражался и погиб весь, до последнего человека. Затем Александр атаковал остальных беотийцев, и в жестоком бою разгромил их. Тем временем Филипп прекратил отступление и нанёс фронтальный удар фалангой по афинянам и центру вражеской позиции. Афинские гоплиты были отброшены в долину Гемона и прижаты к реке, на берегу которой македоняне перебили тысячу человек и взяли в плен две тысячи. Союзники понесли тяжёлые потери. Речка Гемон стала красной от крови. Уцелевшие, в их числе Демосфен, бежали через Кератское ущелье в Лебадею.
По словам Юстина:

Когда дело дошло до сражения, афиняне, хотя намного превосходили врага своей численностью, были побеждены доблестью македонян, закаленной в постоянных войнах. Но погибли они, памятуя о прежней своей славе; раны у всех [павших] были на груди, и каждый, [падая и] умирая, покрывал своим телом то место, на которое он был поставлен своим военачальником. Этот день был для всей Греции концом её славного господства и её издревле существовавшей свободы.— Юстин. IX, 3, 9—11.

## Наказание фиванцев
С фиванцами Филипп обошёлся довольно сурово. Им пришлось заплатить выкуп за пленных и убитых. Фивы лишались гегемонии в Беотийском союзе и превращались в рядовой полис. В цитадели Фив Кадмее был размещён македонский гарнизон, в город были возвращены изгнанники, из числа которых царь сформировал олигархическое правительство трёхсот. Новое правительство первым делом расправилось с демократами, частью казнив, частью изгнав их. Эвбее была передана часть прибрежной полосы напротив Халкиды.
Строгость наказания формально оправдывалась тем, что, вступив в войну, Фивы нарушили союз с Македонией, заключённый ещё в ходе Третьей Священной войны. Тем не менее, несмотря на свирепый олигархический режим, фиванцы не желали мириться со своим унижением, и уже в 335 до н. э. подняли восстание против Македонии.

## Мирные переговоры
В Афинах при известии о поражении начались спешные приготовления к обороне. Командование войсками было поручено Харидему, была объявлена мобилизация всех мужчин в возрасте до 60 лет, народное собрание по предложению Гиперида постановило вернуть изгнанников, восстановить в правах тех, кто был лишён гражданства, предоставить гражданство метекам и даже освободить рабов, занятых на рудниках и сельских работах.
Все это не понадобилось, так как Филипп не собирался вторгаться в Аттику. Даже осада Перинфа и Византия оказалась для его армии непростой задачей, а взятие столь сильно укреплённого города как Афины, чей флот к тому же господствовал на море, было тем более проблематичным. Затягивание войны могло бы привести к росту антимакедонских настроений в Греции, а также к обращению афинян за помощью к Персии. Это вполне могло закончиться образованием новой коалиции, финансируемой персидским царём. Кроме того, Афины были нужны Филиппу именно как союзник, поэтому во всех конфликтах с ними македонский царь по возможности щадил афинян.
Он направил в Афины оратора Демада, оказавшегося у него в плену, с предложением выдать пленных и тела убитых. Афиняне обрадовались возможности выйти из войны с минимальными потерями, и политическое господство получила промакедонская партия. Харидема заменили на посту командующего Фокионом, а Демосфен вообще на время покинул город, под предлогом сбора союзных взносов и обеспечения доставки продовольствия. В Македонию было отправлено посольство во главе с Демадом, Эсхином и, возможно, Фокионом.
Послы были милостиво приняты царём в лагере у Херонеи. По словам Плутарха, Филипп во время застолья

смешил окружающих своей пьяной болтовней, но как только зашла речь о заключении мирного договора, сразу стал серьезным, нахмурил брови и, отбросив всякие метания и вздорные речи, дал афинянам трезвый и хорошо продуманный ответ.— Плутарх. Застольные беседы VII, 10, 2.

## Демадов мир
Условия мира, дарованного македонским царём, были на удивление мягкими: Второй афинский морской союз подлежал роспуску, Херсонес Фракийский переходил под власть Македонии. Афиняне сохраняли свои традиционные владения: Лемнос, Имброс, Скирос и Саламин, к которым царь добавил Самос. Делос также оставался под афинским протекторатом. Вдобавок царь возвращал афинянам пограничный город Ороп, захваченный фиванцами в 366 до н. э. Пленные были отпущены без выкупа, и им даже предоставили необходимую в дороге одежду.
Афины сохраняли независимость, свои политические порядки, флот, и даже выдачи лидеров антимакедонской партии у них не требовали. Между Македонией и Афинами заключался союз. При ратификации соглашения народным собранием присутствовало македонское посольство во главе с Александром, Антипатром и Алкимахом, которые привезли прах убитых. После ратификации договора Филиппу и Александру было предоставлено афинское гражданство, а на Агоре поставили конную статую македонского царя. Демад даже предложил обожествить последнего, но это предложение не прошло.
Любопытным фактом является то, что Филипп, восхищавшийся афинской культурой и всегда демонстрировавший уважение к этому городу, так ни разу и не нашёл времени его посетить, да и Александр побывал в Афинах лишь однажды.
С прочими греческими государствами Филипп разбирался отдельно. Зимой 338/337 до н. э. был собран Коринфский конгресс для заключения всеобщего мира.

## Итоги
Роспуск Морского союза и потеря Херсонеса ставили Афины в неравноправное положение по отношению к Македонии: республика превращалась не столько в союзника, сколько в младшего партнёра. Передача афинянам Оропа должна была вбить клин между ними и фиванцами, и сделать невозможным союз против Македонии. Филипп всегда умело играл на противоречиях между греческими государствами, а когда было нужно — умел такие противоречия создавать. Господствовавшие среди греков партикуляризм и неспособность подняться над мелкими и частными интересами своих общин ради осознания общегреческих целей, неизбежно должны были рано или поздно привести к потере независимости Эллады. В своё время афинянам и спартанцам удалось отразить персидскую агрессию, но, в основном, потому, что персам, при всех их материальных и людских ресурсах, было нечего противопоставить тяжеловооружённой греческой пехоте. Когда же появился противник, не уступавший эллинам по уровню военной организации и подготовки, и при этом превосходивший богатством и числом людей и Афины и Фивы, участь Греции была решена.
Обиженная на остальных греков Спарта отказывалась участвовать в любых коалициях, пока ей не вернут Мессению, а когда через несколько лет сама попыталась возглавить выступление против Македонии, то была жестоко разгромлена и на несколько десятилетий пришла в полный упадок. А ведь присоединение спартанских гоплитов к союзникам на поле у Херонеи могло бы положить конец успехам Филиппа и возвышению Македонии.